# 雪人
雪人是指在寒冷的地方下雪时，有些大人及小孩会利用地上的积雪堆出人形似的玩偶。雪人一般用两至三个不同大小的雪球組成，通常人們會把較細小的放在較大的上方，組合成一個人形，並貼上圍巾、帽子或衣鈕讓它更加看似人。有時，還会使用水桶、扫把、红萝卜等作为装饰讓它更加可愛。
雪人的圖案可以以電腦輸入（Unicode：U+2603）☃。
2015年1月，沙特阿拉伯著名伊斯蘭教士Sheikh Mohammed Saleh al-Munajjid發佈教令，禁止穆斯林堆雪人。

## 參看
- 雪
- 雪雕

## 文獻
1. ↑  . The Guardian. 2015-01-12  [2015-01-18]. （原始内容存档于2021-03-02）.

- Bob Eckstein, The History of the Snowman: From the Ice Age to the Flea Market (2007)
- Scottie Davis, "Snow Day, A Photographic Journal of the Best Snowmen" (2004)
- Sandy Kinnee, Lost Origins of the Snowman: Bloodless Sacrifice" 2012 http://www.blurb.com/books/3109857

## 雪人圖集

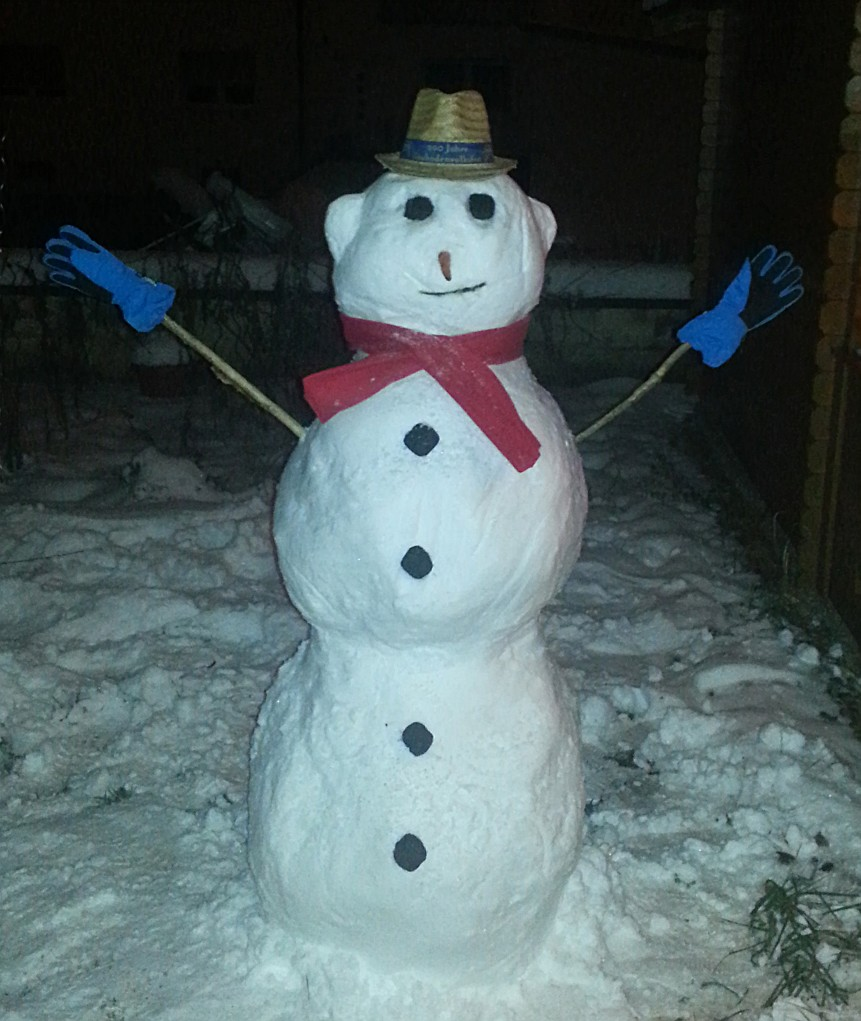
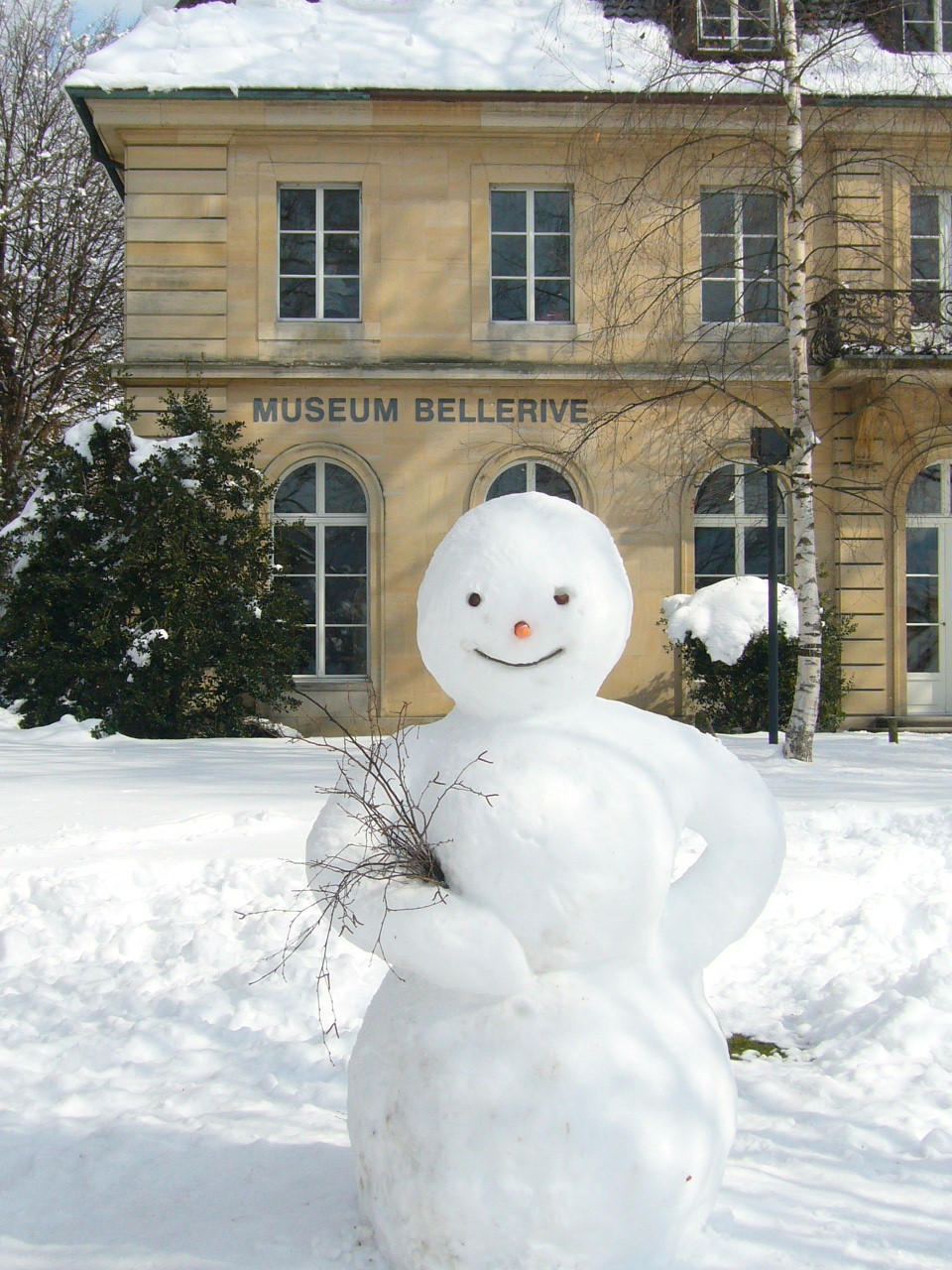
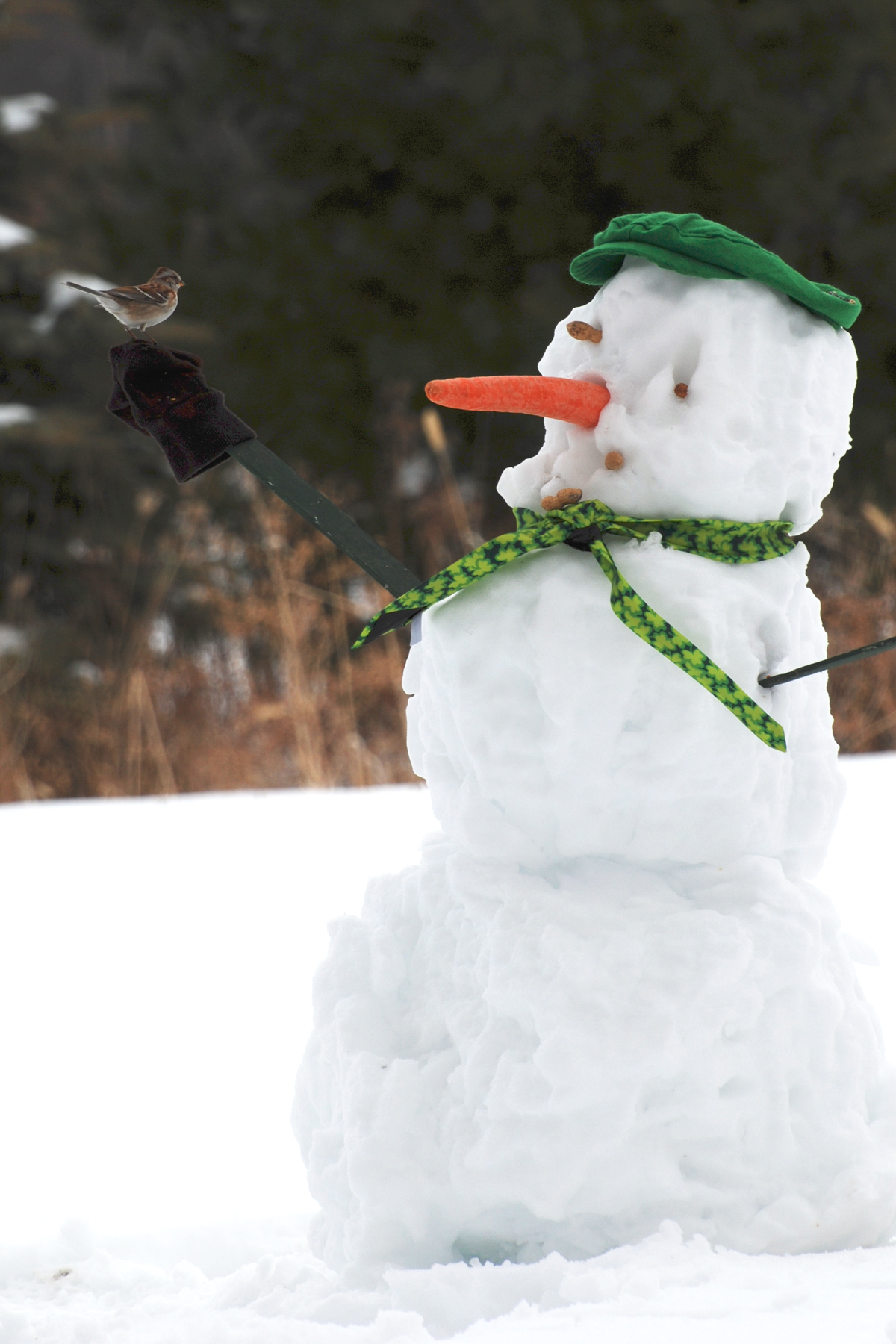
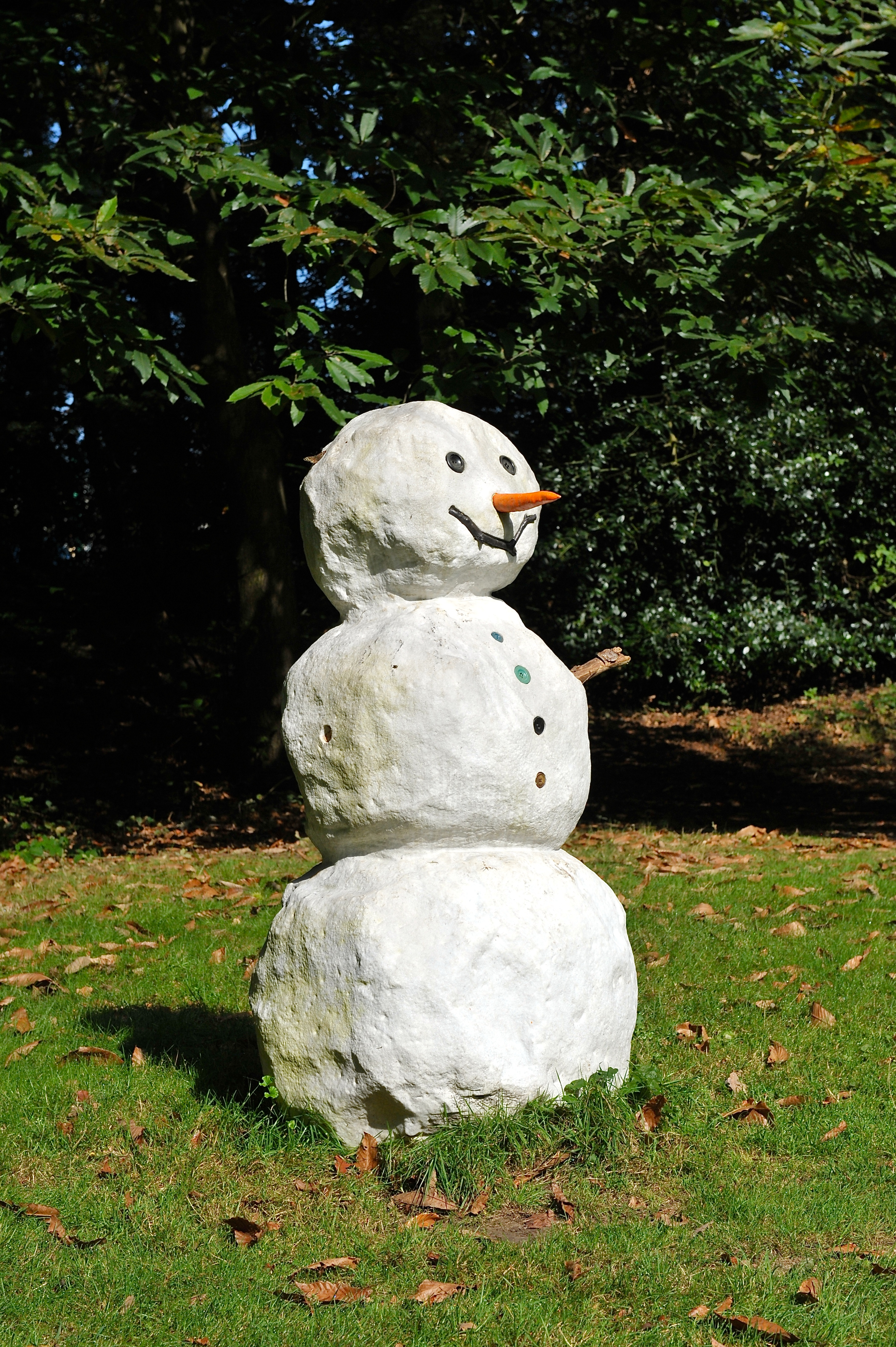

## 連結
- 世界和平日的雪人 （页面存档备份，存于） 1 月 18 日
- Today's Snowman （页面存档备份，存于）
- 雪人收集 Cornelius Graetz （页面存档备份，存于）
- Live Snowman Webcam （页面存档备份，存于）
- Secret Agent Snowman - A collection of snowman media （页面存档备份，存于）